# Histoire du Nyassaland pendant la Seconde Guerre mondiale
La participation du protectorat du Nyassaland (actuellement la république du Malawi) à la Seconde Guerre mondiale commença avec la déclaration de guerre à l'Allemagne nazie par l'Empire britannique en septembre 1939. Bien qu’aucun combat n’eut lieu sur le sol du Nyassaland, il fut un atout économique pour les Alliés et contribua également à fournir un nombre important de soldats pour combattre dans l'armée britannique.

## Contexte
Le protectorat du Nyassaland, un des successeurs du Protectorat britannique d'Afrique centrale, fut formé en 1907. La colonie disposait de ressources minérales inexploitées, d’une économie basée majoritairement sur l'agriculture, dont la plupart des cultures étaient uniquement au niveau de l’agriculture de subsistance, avec le café, le tabac, le thé et le coton comme cultures de rente importantes pour l'exportation. Les famines étaient fréquentes parmi les Africains autochtones, et il y avait d’importantes tensions entre les « indigènes » - qui, contrairement aux Européens d'origine britannique ne possédaient pas la citoyenneté britannique, avaient le statut inférieur de personne britannique protégée, et les colons européens.
Le Nyassaland s’était beaucoup impliqué dans la Première Guerre mondiale, environ 19 000 Africains du Nyassaland avaient servi dans les King's African Rifles, et jusqu'à 200 000 servirent comme porteurs pour des périodes variables, la plupart du temps dans la campagne Afrique de l'Est contre les Allemands en Afrique orientale allemande. Les maladies avaient fait de nombreuses victimes. Ceci, combiné avec d'autres sources de conflit, entraîna le soulèvement de Chilembwe dirigé par le pasteur John Chilembwe qui échoua en janvier 1915.

## Déclenchement de la guerre
Le 3 septembre, soit deux jours après l'invasion allemande de la Pologne, le Royaume-Uni déclara la guerre à l'Allemagne nazie. En raison des pertes territoriales de l’Empire allemand après la guerre précédente, l’Allemagne ne possédait pas de colonies africaines. L’Afrique orientale allemande, cause principale de la participation du Nyassaland à la Première Guerre mondiale, avait été divisée entre les vainqueurs, la partie principale devenant le territoire du Tanganyika sous domination coloniale britannique. Le Nyassaland eut cependant encore une implication dans la guerre.
Déjà le 4 septembre 1939, le gouverneur par intérim à Zomba demanda une aide immédiate, craignant que les colons allemands ne puissent organiser un soulèvement pro-nazi. La communauté européenne expatriée au Nyassaland était petite, ne comptant que 1948 personnes en 1945 (par rapport à plus de deux millions d’autochtones Africains), dont un nombre important étaient d'origine allemande. En réponse, 50 soldats de l'armée territoriale arrivèrent au Nyassaland par voie aérienne, les premières troupes de Rhodésie du Sud à être envoyées à l'étranger pendant la guerre. Ils étaient sous le commandement du capitaine T.G. Standing. Ils retournèrent à Salisbury après seulement un mois, après avoir constaté l'absence de risque pour une possible rébellion.
Comme dans beaucoup d'autres colonies britanniques en Afrique, un certain nombre de camps furent construits au Nyassaland afin d’accueillir des réfugiés de guerre polonais. De plus, certains étrangers ennemis, principalement des membres de la communauté allemande précitée, mais aussi les colons italiens, furent envoyés en Rhodésie du Sud afin d’y être internés pendant la guerre.

## Implication militaire

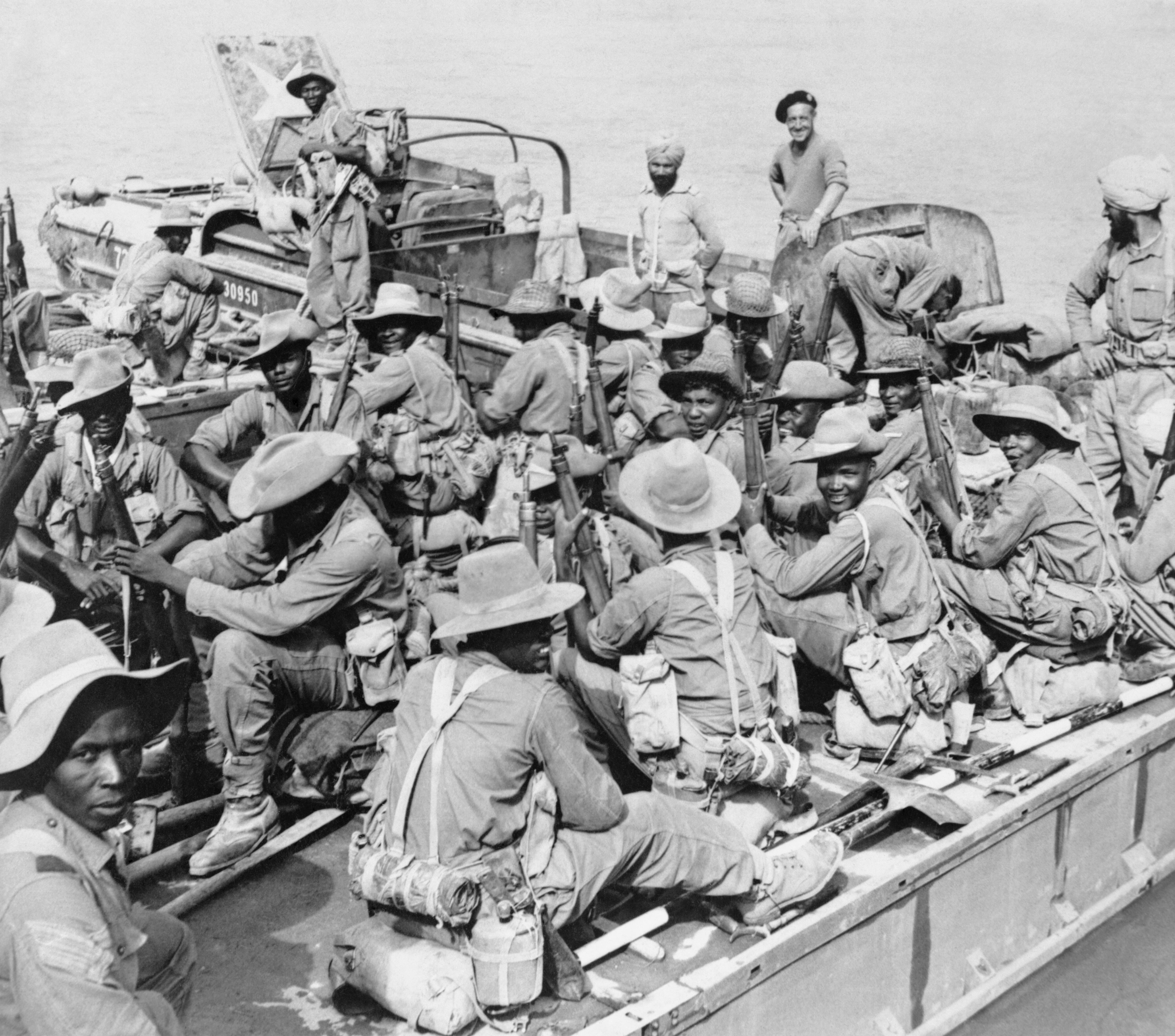
Soldats des King's African Rifles photographiés en 1944 lors de la campagne de Birmanie.

Beaucoup de Nyasas combattirent dans les rangs de l’armée britannique pendant la guerre, principalement, tout comme lors de la Première Guerre mondiale, comme soldats du King's African Rifles (KAR). Les Nyasas ne furent pas enrôlés purement et simplement, mais à la place, les autorités coloniales menacèrent l'aristocratie locale d’une réduction de leurs privilèges s’ils ne réussissaient pas à fournir un nombre suffisant d'hommes. En conséquence, de nombreuses recrues soit désertèrent ou furent déclarées inaptes pour des raisons médicales. Néanmoins, en août 1942, un total de 16 400 Nyasas servaient dans les KAR, à comparer aux 2 000 au début de la guerre. Sur un total de 43 bataillons des KAR, 12 provenaient du Nyassaland. D'autres furent recrutés dans l'artillerie, le génie, le corps médical, totalisant un nombre total d’enrôlés, d’environ 27 000 Nyasas.
Ils iraient se battre sur un certain nombre de théâtres, d'abord durant la campagne d’Afrique de l'Est, où les Nyasas combattirent les troupes italiennes. Les Britanniques s’attendaient à être déçus par l’aptitude aux combats des Nyasas, le succès du 1er bataillon des KAR dans la défense de la ville kényane de Moyale, où une centaine de soldats du Nyassaland tinrent tête à 3 000 Italiens, changea rapidement l'opinion britannique. En 1940, le 2e bataillon du Nyassaland participa à la défense infructueuse de la Somalie britannique contre une invasion italienne. Les années suivantes, les troupes Nyasa participèrent au refoulement des forces italiennes du Somaliland vers l'Éthiopie. En 1942, un bataillon du Nyassaland participa à la bataille de Madagascar, chassant le régime de Vichy de l'île.
En 1944, quatre bataillons Nyassaland (sur un total de 17 des King's African Rifles) combattirent durant la campagne de Birmanie, s’opposant à l'empire du Japon, à l'État de Birmanie, à l'Azad Hind et à la Thaïlande. Durant de multiples mois, ils connurent la dure guerre de jungle, luttant en direction du fleuve Chindwin affrontant une résistance japonaise acharnée,.

## Héritage politique
Le Congrès africain du Nyassaland fut formé en 1943. Le parti gagnera massivement les premières élections tenues au suffrage universel en 1961, et Hastings Banda deviendra le chef d'un Nyassaland indépendant (plus tard rebaptisé Malawi).

## Conséquences
Après la Seconde Guerre mondiale, des milliers de soldats récemment démobilisés retournèrent au Nyassaland en 1945 et 1946. Ces troupes avaient vécu dans une douzaine de pays au cours des dernières années, combattant aux côtés de nombreux hommes de religions, ethnies et de culture différentes, et furent exposés à un large éventail de nouvelles idées et expériences. Les autorités coloniales furent perturbées par cela, voyant des soldats démobilisés comme une menace, craignant en raison de leur formation militaire de pointe et leur éventuelle ouverture au radicalisme, tels que la pensée socialiste et anti-coloniale. Beaucoup d'entre eux participèrent effectivement à ces activités, de nombreux ex-soldats participant à des conférences organisées par le nouveau Congrès africain du Nyassaland.
Économiquement, le Nyassaland bénéficia de la fin de la guerre. De nouvelles expertises arrivèrent avec les soldats de retour, environ 3 000 Askaris avaient été formés comme conducteurs de camions de l'armée, et beaucoup d'entre eux rejoignirent les entreprises de transport civils. Avec la fin des blocages et des perturbations commerciales dus à la guerre, les importations et les exportations pouvaient à nouveau se faire, et l'industrie du thé et du tabac récupéra de ses pertes.